# Chris-Carol Bremer
Chris-Carol Bremer (Hannover, Alemania, 5 de enero de 1971) es un nadador alemán retirado especializado en pruebas de estilo mariposa larga distancia, donde consiguió ser medallista de bronce mundial en 1994 en los 200 metros estilo mariposa.

## Carrera deportiva
En el Campeonato Mundial de Natación de 1994 celebrado en Roma, ganó la medalla de bronce en los 200 metros estilo mariposa, con un tiempo de 1:58.11 segundos, tras el ruso Denis Pankratov (oro con 1:56.54 segundos) y el australiano Danyon Loader  (plata con 1:57.99 segundos).